# ウロカニン酸尿症
ウロカニン酸尿症（ウロカニンさんにょうしょう）とは、ウロカナーゼを欠損したヒトにおいて、ヒスチジンからアミノ基を取り外した結果発生するtrans-ウロカニン酸が体内に蓄積し、trans-ウロカニン酸が尿中に異常高濃度で排泄されてくる病態である。なお、trans-ウロカニン酸はウロカニン酸尿症患者でなくとも体内で作られており、trans-ウロカニン酸は紫外線からの防御に関わっている。参考までに、ウロカニン酸尿症患者以外、ウロカニン酸尿症の保因者も含めて、ウロカナーゼによってtrans-ウロカニン酸は代謝されるので、trans-ウロカニン酸が体内に蓄積する事はない。

## 原因
ウロカニン酸尿症は遺伝性の病気であり

ウロカニン酸尿症の遺伝様式。常染色体劣性遺伝で発症する。したがって例えば、両親が保因者である場合には、息子と娘の両方に4分の1の確率で発症し、4分の2の確率で保因者になる。

trans-ウロカニン酸の分子構造。これが尿中に異常高濃度で排泄されてくる。

、その遺伝形式は常染色体劣性遺伝である。すなわち、ウロカニン酸尿症の保因者は、ウロカニン酸尿症を発症しない。そして、突然変異の場合を除くと、両親がウロカニン酸尿症の保因者の場合には、その子供は、4分の1の確率でウロカニン酸尿症を発症し、4分の2の確率でウロカニン酸尿症の保因者として産まれ、4分の1の確率でウロカニン酸尿症とは無関係で産まれてくる。また、ウロカニン酸尿症患者とウロカニン酸尿症保因者の場合には、その子供は、半分の確率でウロカニン酸尿症を発症し、残りの半分は保因者として産まれてくる。両親がウロカニン酸尿症患者の場合には、その子供もウロカニン酸尿症を発症する。ウロカニン酸尿症患者はウロカナーゼを作る遺伝子を欠損しており、ウロカナーゼを作れないため、ヒスチジンの代謝産物が体内に蓄積する。その代謝産物がtrans-ウロカニン酸である

。
要するに、先天性のウロカナーゼ欠損症の結果が、ウロカニン酸尿症である。

## 症状
ウロカニン酸尿症患者からは、尿中にtrans-ウロカニン酸が異常高濃度で排泄されてくる

。
ウロカニン酸尿症の発症者には、知的障碍の発生が報告されている

。
しかし、この知的障碍は神経細胞の代謝しないようである

。